# Vital Koval
Pour les articles homonymes, voir Koval.
Vital Mikalaïevitch Koval parfois russifié en Vitali Nikolaïevitch Koval - en biélorusse : Віталь Мікалаевіч Коваль - (né le 31 mars 1980 à Perm en République socialiste fédérative soviétique de Russie) est un joueur professionnel russe de hockey sur glace. Il évolue au poste de gardien de but. Il a été naturalisé Biélorusse.

## Biographie

### Carrière en club
Formé au Molot Prikamie Perm, il découvre la Superliga en 2001. En 2005, il rejoint le HK Nioman Hrodna dans l'Ekstraliga. Trois ans plus tard, il intègre l'effectif du Dinamo Minsk dans la Ligue continentale de hockey. Il a remporté la Coupe Spengler 2009.

### Carrière internationale
Il représente la Biélorussie au niveau international. Il participe à son premier championnat du monde en 2008. En février 2010, il est sélectionné pour les Jeux olympiques de Vancouver.